# Квади
Квади (лат. Quadi, њем. Quaden) су били мање германско племе о коме се мало зна, и то само из забиљешки њихових непријатеља – Римљана. Они нису оставили никакве материјалне трагове по којима би се разликовали од осталих германских племена.
Можда је најраније помињање Квада у „Географији“ грчког аутора Страбоа гдје спомиње свевско племе Koldouoi (лат. Coldui). Према том тексту били су под влашћу Марбода у данашњој Чешкој.
Римљани су забиљежили да су се Квади у 1. вијек прије н. е. селили уз бројније Маркомане, чије име једноставно значи „људи с граница”, са ријеке Мајне низ Дунав јужно, тј. на подручје које је граничило с Римским царством. Квади и Маркомани су се населили на простору данашње Моравске, западне Словачке и јужне Аустрије, одакле су потјерали Келте (око -6. прије н. е.). Маркоманска конфедерација, 6. прије н. е. заједно с Квадима, се борила против цара Тиберија.
Тацит у Германији помиње како су Квади слични Маркоманима у борби, а вође су им племенитог рода из лозе Марбода и Тудруса, претежно из овог другог, и често су прихватале данак (или мито) у виду римског сребра.
Сљедећих 350 година граничили су се са Маркоманима на западу, Прасловенима на сјеверу, сарматским Јазигима (касније и Вандалима) на истоку, те с Римским царством на југу.

## Маркомански ратови
Крајем 2. вијека, цар Марко Аурелије је тијеком „Маркоманских ратова“ војевао и против Квада. Све је започело око 166. године када су Лангобарди прешли Дунав у римску Мезију, што су могли урадити само уз допуштење Квада кроз чији су териториј прешли. Квади су вјероватно избјегавали сукобе с њима, но када су их Римљани одбацили натраг натериторију Квада започели су чести сукоби с Лангобардима, али и напади преко Дунава на територију Рима.
Само неколико година касније конфедерација Маркомана и Квада је прешла Дунав свладавши римске легије и долином уз Јадранско море дошла до града Аквилеје у сјеверној Италији. Марко Аурелије их је успио наговорити на мир тек 171. године, али већ слиједеће године је напао територију Маркомана, а одмах потом и Квада који су помагали Маркоманским избјеглицама.
Марко Аурелије је скоро изгубио овај рат, али је изненадна олуја омогућила тријумф над Квадима Квади су потпуно поражени до 174. године., али су већ слиједеће, док је Марко Аурелије био заузет побуном у Риму, поновно навирали преко Дунава. Иако је Марко Аурелије успјешно свладао побуну у Риму, тек је 178. године успио одбити Кваде преко Дунава у Чешку.
Одлучна битка против Квада одиграла се 179. године у Лаугарицију под заповједништвом легата и прокуратора Марка Валерија Максимијана из Поетовиа (данашњи Птуј у Словенији) Цар је планирао проширити границе рима преко Карпата и на сјевер у Чешку када је изненада оболио и преминуо у 180. године.

## Нестајање Квада
У 4. вијеку, цар Валентинијан је провео већину своје владавине бранећи границу на Рајни против хорда Сармата, Гота и Квада под влашћу краља Габиниуса. Њега је напосљетку убио Марцелин, син Максимина, префекта Галије; и то за преговарачким столом. Легенда каже да је Валентинијан преминуо (375.) од срчаног напада који је изазвала делагација Квада која је преговарала о миру.
Након 400. године у Чешкој су нестали обичаји спаљивања који су били типични за Свевске Германе као што су били Квади. Највјероватније су се Квади помијешали с другим народима стварајући нови народ - Баварце.
Једна група Квада, Маркомана и Бура 409. године прешла је Пиринеје и населила се у римској провинцији Галицији (данашња Галиција у сјеверној Португалији), гдје су основали Свевско краљевство Галицију. Brakara Augusta, данашњи град Брага у Португалији, постао је њихова пријестолница. Ту се њихов вођа Хермерик заклео на вјерност цару 410. год.